# 约阿尼纳大学

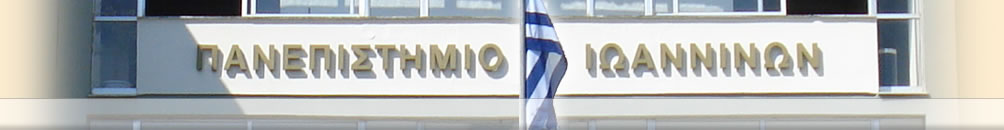
約阿尼納大學

约阿尼纳大学(希腊语: Πανεπιστήμιο Ιωαννίνων, Panepistimio Ioanninon)，希腊约阿尼纳的一所公立大学，正式成立于1970年。目前，该校有17个系，20,000名学生。

## 历史
约阿尼纳大学始于1964年，原为亚里士多德大学的一个学院。1970年析置为单独的大学。

## 院系设置
- 哲學院
  - 語言學系
  - 歷史與考古學系
  - 哲學，教育和心理學系
- '理學院
  - 數學系
  - 物理系
  - 化學系
- 教育學院
  - 小學教育部
  - 學前教育系
- 健康科學學院
  - 醫學院
  - 生物應用和技術部
- 經濟與社會科學學院
  - 經濟系
- 美術學院
  - 塑造藝術科學系
- 理工學院
  - 計算機工程系
  - 建築工程系
  - 材料科學與工程系